# 1-я механизированная бригада (Франция)
1-я механизированная бригада (фр. 1re brigade mécanisée (1re BM)) — ранее существовавшее формирование сухопутных войск Франции.
Создана 1 июля 1999 года как наследница 1-й бронетанковой дивизии (1re division blindée (1re DB)). 1-я механизированная бригада распущена 21 июля 2015 года, управление соединения переформировано в управление 1-й дивизии.

## История
- 1 мая 1943 года: создание 1-й бронетанковой дивизии;
- 31 марта 1946 года: роспуск дивизии;
- 1948 год: воссоздание дивизии;
- 1 июля 1999 года: переформатирование в 1-ю механизированную бригаду;
- 21 июля 2015 года: переформирования управления бригады в управление 1-й дивизии;

## Организационно-штатная структура
Бригада состояла из четырёх полков и четырёх более мелких единиц ОШС:
- 1-й полк спаги (1er régiment de spahis), Валанс

18 БМТВ AMX-10RC и 60 БРДМ VBL, 18 бронетранспортёров VAB, 72 прочие транспортные средства.
- 1-й тиральерский полк (1er régiment de tirailleur), Эпиналь

БМП VBCI, ПТРК ERYX и Milan.
- 1-й артиллерийский полк марин  (1er régiment d'artillerie de marine), Шалон-ан-Шампань

12 155-мм САУ CAESAR, 16 120-мм миномётов RTF1, 13 БМП AMX-10P, 4 БТР VAB RATAC, 4 VAB RASIT.
- 3-й инженерный полк (3e régiment du génie), Шарлевиль-Мезьер[3]
- 1-й разведывательный батальон (Escadron d'éclairage et d'investigation numéro 1 (EEI N° 1)) в Валансе.
- 1-я рота связи и управления (1re compagnie de commandement et de transmissions (1re CCT)), Шалон-ан-Шампань: 22 VAB.
- Разведывательная батарея (Batterie de renseignement brigade)
- Учебный центр (Centre de formation initiale des militaires du rang (CFIM)), Дьёз